# Чаклин, Василий Дмитриевич
 Васи́лий Дми́триевич Ча́клин  (13 марта 1892 — 11 октября 1976) — советский хирург, ортопед-травматолог, член-корреспондент АМН СССР (1945), заслуженный деятель науки РСФСР (1971), лауреат Государственной премии СССР (1977).

## Биография
В 1919 году окончил Харьковский университет, после окончания учёбы прошёл хирургическую школу профессора Н. П. Тринклера и сразу же был призван в армию Деникина, проработав пять месяцев ординатором перевязочного отряда, после побега Деникина, Василий Дмитриевич назначен главным врачом дорожного поезда перевязочного отряда армии Будённого.
С 1920 по 1928 год был хирургом госпиталя и немного позже начальником санитарной части авиагруппы Красной Армии, в это же время активно увлекался наукой и занимал должность старшего научного сотрудника Украинского института ортопедии и травматологии.
В 1931 году после переезда в Свердловск организовал Уральский Научный исследовательский институт травматологии и ортопедии и являлся его директором на протяжении 13 лет.
В 1935 году по инициативе В. Д. Чаклина была создана экспериментально-механическая мастерская при институте, которая изготавливала специальную травматологическую и ортопедическую аппаратуру.
Руководя институтом Василий Дмитриевич, заведовал кафедрой оперативной хирургии Свердловского государственного медицинского института.
С 1935 по 1944 год заведовал кафедрой травматологии, ортопедии и военно-полевой хирургии, которую сам создал.
По его инициативе и при его участии были организованы курсы по травматологии в Воронеже, Новосибирске, Красноярске, Иркутске.
В 1944 году В. Д. Чаклина после перевода в Москву, возглавляет Московский научно-исследовательский институт протезирования и протезостроения Министерства социального обеспечения РСФСР.
В 1946 году избран членом-корреспондентом АМН СССР.
В 1947 году становится научным руководителем и старшим хирургом госпиталя Мосгорздравотдела инвалидов Отечественной войны.
В 1956 году на базе этого госпиталя по инициативе В. Д. Чаклина — главного ортопеда Москвы была организована клиника детской ортопедии ЦИТО имени H. Н. Приорова.
В. Д. Чаклин является создателем уральской и московской школ активных ортопедов-травматологов. Среди его непосредственных последователей — Ф. Р. Богданов, З. П. Лубегина, А. М. Наравцевич, В. П. Скрыгин, В. Я. Тарковская, З. В. Базилевская, Е. А. Абальмасова, И. М. Митбрейт, И. А. Мовшович, М. А. Берглезов, И. С. Шепелева, Ю. Б. Гинзбург, А. Г. Прохорова, А. М. Миронов.
В. Д. Чаклин был почётным членом Всесоюзного научного общества травматологов и ортопедов, а также почётным членом Болгарского, Польского, Чехословацкого ортопедических обществ, Британской ассоциации хирургов-ортопедов, членом Международного общества ортопедов-травматологов, членом редколлегии журнала «Ортопедия, травматология и протезирование».

## Научная деятельность
В. Д. Чаклин — автор свыше 250 научных работ, в том числе ряда монографий. Он активно разрабатывал функциональные методы лечения переломов костей.
Под его редакцией была опубликована монография «Переломы костей и их лечение», став незаменимым руководством для травматологов и хирургов на Урале и по всей стране.
Василий Дмитриевич стал известен миру после разработанных им методов интраэкстамедуллярного остеосинтеза, заднего спондилодеза, аутоаллопластического замещения костей, внутритазового доступа ко дну вертлужной впадины и головке бедренной кости, операция при паралитической конской стопе (операция Пути — Чаклина).
В 1924 году защитил диссертацию на соискание степени доктора медицинских наук на тему «Заболевания рёберных хрящей в связи с тифами».
С 1929 года начал чтение доцентского курса по травматологии и ортопедии в Харькове.
В 1933 году В. Д. Чаклин создал и возглавлял на протяжении многих лет научное медицинское общество травматологов-ортопедов.
В 1935 году получил звание профессора.
Самой главной разработкой в области хирургии В. Д. Чаклина является создание метода оперативного вмешательства на телах и дисках позвонков передним доступом.

## Награды и звания
- Заслуженный деятель науки РСФСР
- Государственная премия СССР
- Орден Трудового Красного Знамени

## СБиблиография
- Переломы костей и их лечение (Свердловск, 1936 год)
- Инфекционные заболевания костей, суставов и хрящей (Свердловск, 1937 год)
- Оперативная ортопедия (Москва 1951 год)
- Ортопедия, книги 1—2 (Москва 1957 год)
- Многотомное руководство по хирургии, под редакцией Б. В. Петровского, том 11 —12 (Москва, 1960 год, автор ряда глав и редактор)
- Основы оперативной ортопедии и травматологии (Москва 1964 год)
- Костная пластика (Москва, 1971год)
- Сколиоз и кифозы (Москва 1973 год совместно с Абальмасовой Е. А.)
- Опухоли костей и суставов (Москва, 1974год)